# SMS Kaiser Friedrich III
SMS Kaiser Friedrich III – niemiecki pancernik (przeddrednot) z przełomu XIX i XX wieku, jedna z pięciu jednostek typu Kaiser Friedrich III. Okręt miał wyporność 11 097 ton i osiągał prędkość ponad 17 węzłów, a jego główne uzbrojenie stanowiły cztery działa kalibru 24 cm umieszczone w dwóch wieżach. Pancernik został zwodowany 1 lipca 1896 roku w stoczni Kaiserliche Werft w Wilhelmshaven, a 7 października 1898 roku wcielono go do służby w Kaiserliche Marine. Jego patronem był cesarz Fryderyk III Hohenzollern. Jednostka służyła w Heimatflotte i w Hochseeflotte, biorąc ograniczony udział w I wojnie światowej. W 1915 roku okręt został wycofany z czynnej służby. Z listy floty skreślono go w 1919 roku, po czym został złomowany w 1920 roku.

## Projekt i budowa

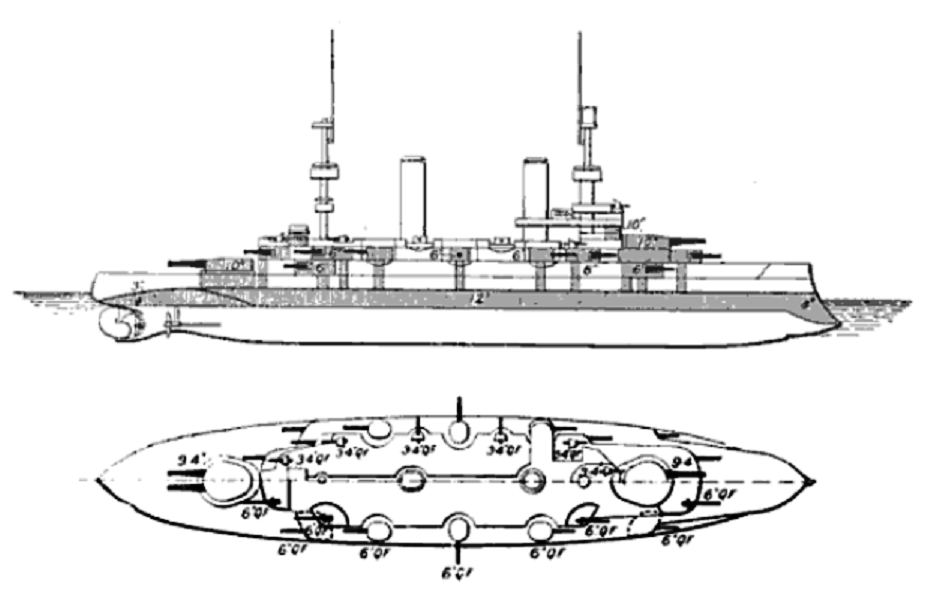
Plany pancernika typu Kaiser Friedrich III

Zwycięstwo w wojnie francusko-pruskiej umożliwiło Prusom zjednoczenie Niemiec, które jako Cesarstwo stało się najsilniejszym europejskim mocarstwem lądowym. Ambicją nowo utworzonego państwa było także zostanie potęgą morską, co spowodowało konieczność rozbudowy floty wojennej, a w szczególności budowę najsilniejszych ówcześnie jednostek – pancerników. Przyjęty przez Reichstag program rozbudowy floty zakładał wzrost liczebności Kaiserliche Marine do 17 pancerników, ośmiu monitorów oraz dziewięciu wielkich i 26 małych krążowników.
Projekt pancerników typu Kaiser Friedrich III powstał w latach 1892–1894, jeszcze podczas budowy jednostek typu Brandenburg. Opóźnienia w budowie jednostek pozwoliły na zapoznanie się z wnioskami z eksploatacji pierwszej jednostki tego typu. W konsekwencji nowe okręty otrzymały uzbrojenie główne mniejszego kalibru (24 cm zamiast 28 cm), ponieważ konstruktorzy uznali za ważniejszy parametr wyższej szybkostrzelności niż wagę salwy burtowej. Wybór kalibru 24 cm spowodował, że budowane w tym samym czasie w innych państwach pancerniki zdecydowanie górowały nad niemieckimi, mając na uzbrojeniu przeważnie działa kalibru 305 mm (a nawet 330 mm w przypadku pancerników US Navy). Na jednostkach typu Kaiser Friedrich III wzmocniono za to artylerię średniego kalibru, którą tworzyło 18 dział kalibru 15 cm umieszczonych w pojedynczych wieżach i kazamatach. Kolejną innowacją było wprowadzenie napędu trójśrubowego. Okręty miały też ulepszony system opancerzenia.
Przyszły „Kaiser Friedrich III” zbudowany został w stoczni Kaiserliche Werft w Wilhelmshaven (nr stoczniowy 22). Okręt miał być następcą planowanej do wycofania z linii fregaty pancernej SMS „Preußen” (niem. Ersatz–Preußen). Stępkę pancernika położono 5 marca 1895 roku, a zwodowany został 1 lipca 1896 roku. Nazwę otrzymał na cześć cesarza Fryderyka III Hohenzollerna. Zarówno na ceremonii położenia stępki, jak i wodowania obecny był cesarz Wilhelm II Hohenzollern. Koszt budowy okrętu wyniósł 21 mln 472 tys. marek.

## Dane taktyczno-techniczne

### Charakterystyka ogólna
Okręt był pancernikiem (przeddrednotem) wykonanym ze stali metodą nitowania. Kadłub o poprzeczno-wzdłużnym układzie wiązań podzielony był na 12 przedziałów wodoszczelnych, a dno podwójne obejmowało 70% jego długości. Jednostka miała masywne nadbudówki, dwa wysokie kominy i dwa maszty palowe z marsami.
Pancernik miał długość całkowitą 125,3 metra (120,9 metra na wodnicy), szerokość 20,4 metra i zanurzenie od 7,89 metra na dziobie i 8,25 metra na rufie. Wyporność normalna (konstrukcyjna) wynosiła 11 097 ton, a pełna 11 785 ton (11 599 długich ton). Wysokość metacentryczna wynosiła 0,917–1,18 metra. Okręt miał dość wysoką wolną burtę oraz dobrą dzielność morską i sterowność, jednak przy mocnym wychyleniu steru prędkość spadała o 40%.
Załoga jednostki składała się z 39 oficerów i 612 podoficerów i marynarzy. W przypadku pełnienia funkcji okrętu flagowego liczebność załogi zwiększała się o 63–75 osób, z czego 12 stanowili oficerowie.

### Urządzenia napędowe i pomocnicze
Okręt był napędzany przez trzy trzycylindrowe maszyny parowe potrójnego rozprężania, które napędzały poprzez wały napędowe trzy trójskrzydłowe śruby napędowe o średnicy 4,5 metra. Para była dostarczana przez cztery kotły wodnorurkowe Thornycroft, wyposażone łącznie w osiem palenisk i osiem kotłów cylindrycznych, które miały łącznie 32 paleniska. Ciśnienie robocze kotłów wynosiło 12 at, a ich łączna powierzchnia grzewcza wynosiła 3390 m². Wszystkie kotły były opalane węglem, którego normalny zapas wynosił 650, a maksymalny 1070 ton.
Nominalna moc siłowni wynosiła 13 000 KM (maksymalnie 13 053 KM przy 107 obr./min), co pozwalało na osiągnięcie prędkości maksymalnej od 17,3 do 17,5 węzła. Zasięg wynosił 3420 mil morskich przy prędkości 10 węzłów. Zużycie węgla przy mocy 10 000 KM wynosiło około 11 ton na godzinę, zaś przy mocy maksymalnej 16 ton na godzinę.
Energia elektryczna (prąd stały o napięciu 74 V) wytwarzana była przez pięć generatorów o łącznej mocy 320 kW.

### Uzbrojenie
Główne uzbrojenie pancernika składało się z czterech dział kalibru 24 cm SK C/97 L/40 w dwóch umieszczonych w osi okrętu dwudziałowych wieżach – po jednej na pokładzie pogodowym i rufie. Masa działa wynosiła 25,64 tony, a jego długość całkowita 9,55 metra; długość samej lufy wynosiła 8,87 metra. Działa wykorzystywały amunicję rozdzielnego ładowania. Pociski o masie 140 kg wystrzeliwane były za pomocą umieszczonych w łuskach ładunków miotających. Kąt podniesienia lufy wynosił od -5 do +30°, a maksymalna donośność wystrzeliwanego z prędkością początkową 690 m/s pocisku wynosiła 16 900 metrów. Szybkostrzelność wynosiła początkowo jeden strzał na nieco powyżej minuty, by wzrosnąć później (po zmianie ładunków miotających) do trzech–czterech strzałów na minutę. Kąt ostrzału wież wynosił 270°. Zapas amunicji wynosił 300 sztuk (czyli 75 pocisków na działo).
Artyleria średniego kalibru składała się z osiemnastu pojedynczych dział kalibru 15 cm SK C/97 L/40 (faktyczny kaliber działa wynosił 149,1 mm) . Sześć dział umieszczono na śródokręciu w wieżach (po trzy na każdą burtę), zaś pozostałe zainstalowano w kazamatach. Długość całkowita działa wynosiła 5,96 metra, długość lufy 5,54 metra, a jej masa 4460 kg. Działa także wykorzystywały amunicję rozdzielnego ładowania, a masa pocisku wynosiła od 40 do 51 kg. Kąt podniesienia lufy wynosił od -5 do +20°, a maksymalna donośność wystrzeliwanego z prędkością początkową 800 m/s pocisku wynosiła 13 700 metrów. Szybkostrzelność wynosiła od czterech do pięciu strzałów na minutę. Kąt ostrzału dział umieszczonych w wieżach wynosił około 135°, a tych w kazamatach 110°. Łączny zapas amunicji wynosił 2160 sztuk, czyli 120 pocisków na działo.
Artylerię do zwalczania torpedowców stanowiło 12 pojedynczych dział kalibru 8,8 cm SK L/30 C/89 . Długość całkowita działa wynosiła 2,61 metra, długość lufy 2,38 metra, a masa lufy z zamkiem 665 kg. Strzelały one pociskami o masie 7 kg (cały nabój ważył 13,8 kg) z prędkością początkową 590 m/s na maksymalną odległość 10 500 metrów. Szybkostrzelność wynosiła do 15 strzałów na minutę, a łączny zapas amunicji wynosił 3000 sztuk (250 pocisków na działo). Prócz tego na pokładzie znalazło się 12 pojedynczych szybkostrzelnych działek kalibru 3,7 cm.
Broń torpedową stanowiło sześć wyrzutni kalibru 450 mm: po jednej na dziobie i rufie oraz po dwie z każdej burty, z łącznym zapasem 16 torped. Torpedy typu C45/91 miały długość 5,11 metra, masę 541 kg (w tym głowica bojowa 87,5 kg trotylu), a ich zasięg wynosił 800 metrów przy prędkości 26 węzłów i 500 metrów przy prędkości 32 węzły .

### Opancerzenie
Pancerz okrętu miał łączną masę 3800 ton. Jego podstawowym elementem był wykonany ze stali Kruppa pas burtowy o grubości maksymalnej 300 mm na wodnicy śródokręcia, zmniejszającej się w stronę dziobu i rufy odpowiednio do 150 i 200 mm, położony na warstwie drewna tekowego o grubości 250 mm. Poniżej linii wodnej grubość pancerza burtowego wynosiła 180 mm. Pokład pancerny umieszczony został na górnej części głównego pasa burtowego i miał grubość 65 mm, zamykając tym samym pancerną cytadelę.
Wieże artylerii głównej były chronione od czoła i z boku pancerzem o grubości 250 mm (dach 50 mm). Ich barbety miały pancerz o grubości 250 mm. Wieże artylerii średniej i kazamaty miały grubość 150 mm, a maski dział kalibru 8,8 cm miały grubość 70 mm. Wieża dowodzenia chroniona była płytami o grubości 250 mm i miała strop gruby na 30 mm. Niezatapialność jednostki starano się powiększyć poprzez wypełnienie przestrzeni między poszczególnymi pomieszczeniami i elementami konstrukcyjnymi naklejanym warstwowo korkiem, jednak element ten odpadał przy prowadzeniu ognia, ulegał zawilgoceniu i stanowił siedzibę trudnych do zwalczenia bezkręgowców.

### Wyposażenie i malowanie
Jako środki ratownicze i komunikacyjne na okręcie znajdowały się: dwa kutry, dwie szalupy, dwa barkasy, jedna pinasa, dwa jole i dwa bączki. Opuszczanie i podnoszenie łodzi możliwe było dzięki dwóm dźwigom o łukowym kształcie.
Kadłub do poziomu pokładu głównego pomalowany był na kolor szary nr 9 (niem. Grau 1896), a pokład główny, nadbudówki, kominy, nawietrzniki, maszty oraz wieże artyleryjskie pomalowane były na kolor jasnoszary. Elementy dekoracyjne (godło na dziobie i ornamenty rufowe) pomalowane były w kolorze żółtozłotym.

## Służba

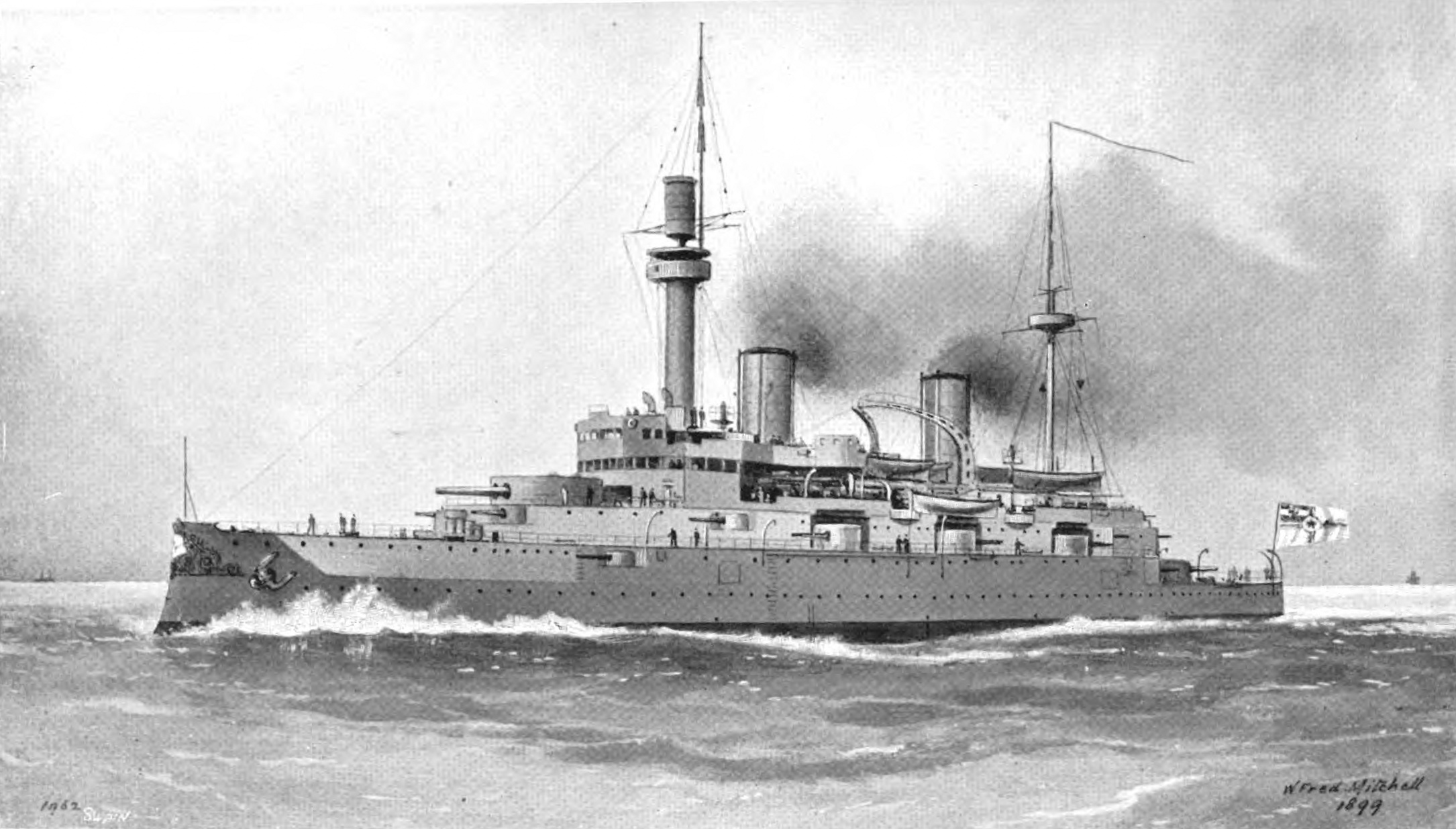
„Kaiser Friedrich III” w 1899 roku

SMS „Kaiser Friedrich III” został wcielony do służby w Kaiserliche Marine 7 października 1898 roku. Pancernik zastąpił we flocie fregatę pancerną SMS „Baden”. Do lutego 1899 roku trwały próby morskie okrętu, które przeprowadzono na redzie Wilhelmshaven i na Bałtyku. Po ich zakończeniu pancernik trafił do stoczni w Wilhelmshaven, gdzie dokonano koniecznych poprawek w konstrukcji jednostki. „Kaiser Friedrich III” powrócił do służby 21 października 1899 roku, po czym został okrętem flagowym 1. Dywizjonu Pancerników. 17 listopada okręt w składzie zespołu z krążownikiem SMS „Hela” i jachtem SMY „Hohenzollern” z rodziną cesarską na pokładzie udał się z oficjalną wizytą do Wielkiej Brytanii w celu odwiedzin królowej Wiktorii, kotwicząc najpierw w Dover (18–20 listopada), a następnie w Portsmouth (20–23 listopada); zespół powrócił do Kilonii 1 grudnia, zawijając w dniach 29–29 listopada do Vlissingen.
24 stycznia 1900 roku okręt został jednostką flagową 2. Dywizjonu 1. Eskadry Heimatflotte. W dniach 2–8 kwietnia eskadra operowała na wodach Zatoce Gdańskiej, a 7 maja wyruszyła na Morze Północne, zawijając do Lerwick i kotwicząc od 12 do 15 maja w pobliżu Bergen (powrót do Kilonii nastąpił 26 maja). Od 15 sierpnia do 15 września „Kaiser Friedrich III” i „Kaiser Wilhelm II” wzięły udział w manewrach floty, przeprowadzonych na wodach między Wilhelmshaven a Świnoujściem. 1 listopada dowództwo I Eskadry objął książę Henryk Pruski, a SMS „Kaiser Friedrich III” został jego okrętem flagowym. Między 4 a 15 grudnia okręty eskadry odbyły rejs szkoleniowy na wody Cieśnin Duńskich, kotwicząc od 10 do 12 grudnia na redzie Larvik.
W połowie marca 1901 roku I Eskadra przepłynęła na wschodnią część Morza Bałtyckiego, a wracając do Kilonii o godzinie 1:27 w nocy z 1 na 2 kwietnia, płynący prędkością maksymalną „Kaiser Friedrich III” wszedł nieopodal przylądka Arkona (Ławica Orla) na nieoznaczoną na mapach mieliznę. Kadłub w części rufowej został rozerwany, w wyniku czego do wnętrza okrętu dostało się 1200 ton wody i nastąpił przechył na lewą burtę. Walka z napływającą wodą została utrudniona przez pożar, który wybuchł w prawoburtowej kotłowni, co spowodowało zatrzymanie maszyn i zalanie pomieszczenia, a z okrętu zaczęto spuszczać na wodę łodzie ratunkowe. Uszkodzoną jednostkę próbował wziąć na hol pancernik „Kaiser Wilhelm II”, jednak bezskutecznie; dopiero uruchomienie nieuszkodzonych kotłów i maszyn umożliwiło zejście z mielizny i powolny marsz z prędkością 5 węzłów w kierunku Kilonii w asyście pozostałych jednostek I Eskadry. Pancernik osiągnął port 3 kwietnia, po czym trafił do doku, a 23 kwietnia przepłynął do Wilhelmshaven, gdzie 4 maja został wycofany ze służby w celu dokonania badań technicznych mających wskazać przyczyny wypadku. Stwierdzono rozerwanie prawej części kadłuba o szerokości 60–70 cm na około ⅔ długości, złamanie stewy rufowej i wygięcie śrub napędowych. Dokonano również pomiaru głębokości Ławicy Orlej, gdzie odnaleziono nieoznaczoną ławicę z kamiennym garbem, znajdującą się zaledwie 8,2 metra poniżej poziomu morza. W wyniku tego dowódca jednostki oraz I Eskadry zostali uniewinnieni od zarzutów spowodowania uszkodzenia okrętu. Naprawę pancernika przeprowadzono w macierzystej stoczni w Wilhelmshaven, a zakończyła się ona 1 listopada, kiedy to okręt został ponownie wcielony do służby (między 17 czerwca a 24 października funkcję jednostki flagowej I Eskadry pełnił siostrzany pancernik „Kaiser Wilhelm der Große”). Jeszcze w listopadzie okręty I Eskadry uczestniczyły w manewrach, a między 2 a 15 grudnia odbyły rejs na wody Kattegatu i Skagerraku, odwiedzając m.in. Kristianię (tam na pokładzie „Kaisera Friedricha III” gościł król Szwecji i Norwegii Oskar II).
W końcu kwietnia 1902 roku „Kaiser Friedrich III” z księciem Henrykiem Pruskim na pokładzie wziął udział w rejsie I Eskadry wokół Wysp Brytyjskich, przechodząc 29 kwietnia przez Pentland Firth i docierając 1 maja do Lough Swilly. Następnie niemieckie okręty odwiedziły Londonderry i przepłynęły do Berehaven, gdzie nastąpiło spotkanie z jednostkami Royal Navy, a okręty wizytował brytyjski książę Artur; dalej trasa prowadziła do Kingstown (gdzie okręty odwiedził adiutant lorda namiestnika Irlandii Gerald Cadogan), skąd 24 maja zespół odpłynął do Kilonii, osiągając port przeznaczenia następnego dnia. W czerwcu „Kaiser Friedrich III” z księciem Henrykiem Pruskim na pokładzie ponownie na czele I Eskadry udał się do Wielkiej Brytanii, by wziąć udział w rewii flot z okazji koronacji króla Edwarda VII, odwołanej jednak z powodu choroby Edwarda. W dniach 8–20 lipca I Eskadra wraz z I Flotyllą Torpedowców oraz krążownikiem „Niobe” wzięły udział w rejsie na wody norweskie, a między 17 sierpnia a 18 września jej okręty uczestniczyły w manewrach, przeprowadzonych na wodach między Kilonią a Wilhelmshaven. Kolejne ćwiczenia odbyły się od 24 do 28 listopada, a 1 grudnia I Eskadra popłynęła w kierunku Bergen, powracając do bazy 12 grudnia.
W 1903 roku „Kaiser Friedrich III” nadal był okrętem flagowym I Eskadry, w skład której wchodziły ponadto: pancerniki „Kaiser Wilhelm II”, „Kaiser Wilhelm der Große”, „Kaiser Karl der Große”, „Wittelsbach”, „Zähringen” i „Wettin” oraz krążowniki „Prinz Heinrich”, „Victoria Louise”, „Amazone”, „Ariadne” i „Niobe”. Na początku i pod koniec kwietnia okręty eskadry przeprowadziły ćwiczenia, a 10 maja wyszły w rejs na Ocean Atlantycki, mijając 14 maja Ouessant i docierając 19 maja do Vigo. W rejs powrotny niemieckie jednostki wyruszyły 30 maja, przechodząc 3 czerwca przez kanał La Manche i po ćwiczeniach z I Flotyllą Torpedowców zawijając 10 czerwca do Kilonii. Następnie, po ćwiczeniach artyleryjskich, załoga pancernika wzięła udział w Tygodniu Kilońskim, podczas którego doszło w końcu czerwca do spotkania z załogami okrętów US Navy przebywającymi w Kilonii z wizytą (zespół tworzyły pancernik USS „Kearsarge”, krążowniki USS „Chicago”, USS „Raleigh”, USS „San Francisco” i kanonierka USS „Machias”). W dniach 6–7 lipca „Kaiser Friedrich III” wziął udział w ćwiczeniach taktycznych, a od 14 do 15 lipca odbył strzelanie na pełnym morzu; podczas tych drugich ćwiczeń okręt zderzył się z niszczycielem SMS G 112, niemal go zatapiając (sam pancernik odniósł niewielkie uszkodzenia). 24 i 25 lipca I Eskadra przebywała w Arendal, po czym następnego dnia wróciła do Kilonii, a od 15 sierpnia jej okręty uczestniczyły w manewrach jesiennych floty. Po ich zakończeniu „Kaiser Friedrich III” przestał być jednostką flagową I Eskadry i został przeniesiony do nowo powstałej II Eskadry.
W 1904 roku pancernik odbył rejs na Morze Północne, zawijając podczas niego do Plymouth, Vlissingen, Lerwick i Molde, a w dniach 29 sierpnia – 15 września uczestniczył w jesiennych manewrach. 1 października „Kaiser Friedrich III” został okrętem flagowym II Eskadry, w skład której wchodziły wówczas ponadto pancerniki „Kaiser Wilhelm der Große”, „Weißenburg”, „Wörth”, „Braunschweig” i „Elsaß”. Jesienią tego roku okręty II Eskadry odbyły rejs szkoleniowy we wschodniej części Morza Bałtyckiego.
Od 12 lipca do 9 sierpnia 1905 roku pancerniki II Eskadry udały się w rejs letni na wody szwedzkie, kotwicząc w dniach 20–24 lipca na redzie Göteborga, a następnie nieopodal Sztokholmu (2–7 sierpnia). 1 października „Kaiser Friedrich III” przestał być okrętem flagowym II Eskadry, zastąpiony przez pancernik SMS „Preußen”. W październiku jednostka uczestniczyła w manewrach jesiennych, a w grudniu w zimowych, przeprowadzonych na wodach Bałtyku.
Latem 1906 roku jednostki II Eskadry wypłynęły w rejs letni na wody norweskie, docierając do Molde (20–26 lipca) i Bergen (27 lipca – 2 sierpnia). W dniach 7–15 września pancerniki wzięły udział w manewrach jesiennych, a w grudniu odbyły rejs na Morze Północne. Od 8 maja do 7 czerwca 1907 roku „Kaiser Friedrich III” uczestniczył w manewrach wiosennych, które zostały przeprowadzone na Morzu Północnym, a następnie w manewrach letnich na wodach Bałtyku (od 12 lipca do 10 sierpnia). Następnie pancernik został tymczasowo wycofany ze służby i trafił do Stoczni Cesarskiej w Kilonii na głębszą modernizację, a na jego miejsce do Eskadry dołączył siostrzany pancernik „Kaiser Barbarossa”.
Trwające w latach 1908–1909 prace, spowodowane m.in. problemami ze statecznością, miały następujący zakres: skrócono kominy, zdjęto dźwigi łodziowe i wymieniono maszty z marsami bojowymi na lżejsze z platformami, zlikwidowano dwa poziomy nadbudówek, usunięto cztery działa kalibru 15 cm, 12 działek kalibru 3,7 cm i rufową wyrzutnię torpedową, a także przeniesiono osiem dział kalibru 8,8 cm do kazamat (dodając dwa działa tego kalibru). Podczas modernizacji przystosowano również część kotłów do opalania paliwem płynnym i od tej pory okręt zabierał 650 ton węgla i 200 ton paliwa płynnego. W wyniku kosztującej około 1,5 mln marek przebudowy wyporność normalna pancernika wzrosła do 11 233 ton, a pełna do 11 894 ton. Po zakończeniu remontu „Kaiser Friedrich III” został skierowany na Bałtyk do formacji rezerwowej, a jego reaktywacja nastąpiła latem 1910 roku, kiedy 2 sierpnia został okrętem flagowym 3. Eskadry Hochseeflotte. W jej składzie pancernik uczestniczył w manewrach jesiennych floty, trwających od 17 sierpnia do 11 września. Po manewrach, 16 września jednostkę znów przeniesiono do rezerwy.
Po wybuchu I wojny światowej, 5 sierpnia 1914 roku pancernik wraz z siostrzanymi jednostkami został reaktywowany i włączony do 5 Eskadry Hochseeflotte, której zadaniem była obrona wybrzeża. Okręty 5 Eskadry operowały początkowo z Wilhelmshaven, a następnie z Kilonii, prowadząc rejsy dozorowe u ujścia Łaby. We wrześniu skierowany na Bałtyk pancernik wraz z pozostałymi okrętami 5 Eskadry wziął udział w nieudanej próbie desantu pod Windawą, a w dniach 26–30 grudnia okręt udał się w rejs pod Gotlandię. W lutym 1915 roku okręt wycofano z aktywnej służby we flocie i po zredukowaniu załogi został skierowany do służby pomocniczej, stając się pływającą baterią artyleryjską do obrony portu kilońskiego. 20 stycznia 1915 roku z powodu braku obsady SMS „Kaiser Friedrich III” został wycofany ze służby. W 1916 roku rozbrojona jednostka pełniła rolę hulku dla jeńców wojennych, a wiosną roku następnego służyła jako hulk mieszkalny dla załóg okrętów szkolnej Flotylli Torpedowców we Flensburgu. Zdemontowane z okrętu działa artylerii głównej zostały zaadaptowane na potrzeby artylerii kolejowej.
6 grudnia 1919 roku okręt został skreślony z listy jednostek floty i sprzedany firmie złomowej z Berlina. W następnym roku „Kaiser Friedrich III” został złomowany w Kilonii–Nordmole. Ornament dziobowy pancernika zachował się w Muzeum Wojskowo-Historycznym Bundeswehry w Dreźnie.